# Il piccolo Marat
Il piccolo Marat is een opera in drie bedrijven van Pietro Mascagni op een libretto van Giovacchino Forzano.

De wereldpremière vond plaats op 2 mei 1921 in het Teatro Costanzi in Rome. Daarna volgden op zijn minst 450 gedocumenteerde opvoeringen in Italië en Zuid-Amerika. Hoewel Mascagni in 1926 van plan was de opera in de Verenigde Staten op te voeren, bleek de logistiek te moeilijk en moest de Noord-Amerikaanse première wachten tot 13 april 2009, toen het Teatro Grattacielo de opera opvoerde in Avery Fisher Hall in New York. 

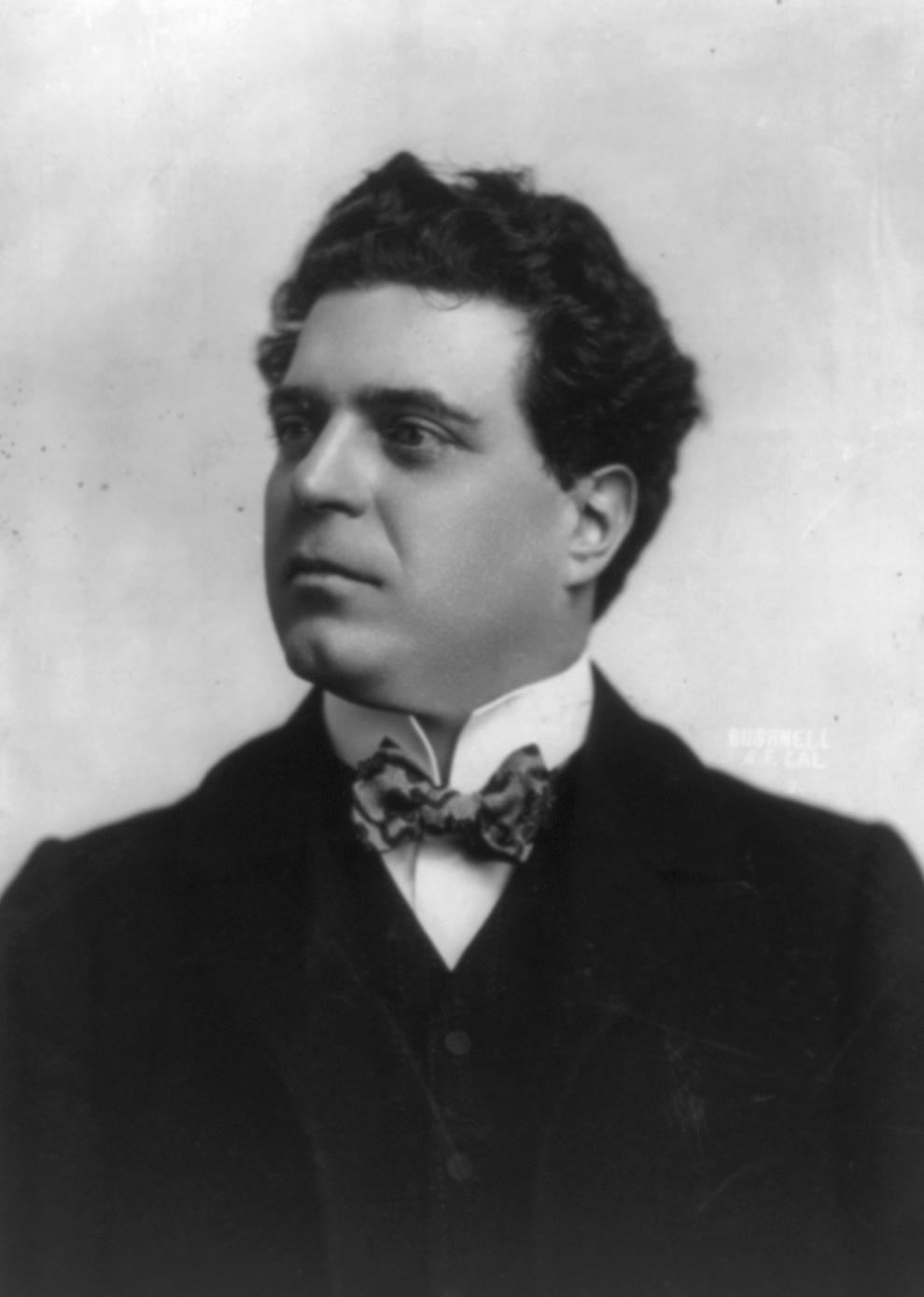
Mascagni in 1903

## Rollen
| Rol                      | Stemtype      | Premièrecast, 2 mei 1921 (Dirigent: Pietro Mascagni) |
| ------------------------ | ------------- | ---------------------------------------------------- |
| Mariella                 | sopraan       | Gilda dalla Rizza                                    |
| La principessa di Fleury | mezzo-sopraan | Agnese Porter                                        |
| Il piccolo Marat         | tenor         | Hipólito Lázaro                                      |
| Il soldato               | bariton       | Benvenuto Franci                                     |
| Il carpentiere           | bariton       | Ernesto Badini                                       |
| L'orco                   | bas           | Luigi Ferroni                                        |
| Il capitano              |               | Augusto Beuf                                         |
| La spia                  |               | Gino De Vecchi                                       |
| Il portatore             |               | Arturo Pellegrino                                    |
| Il ladro                 |               | Michele Fiore                                        |
| La tigre                 |               | Mario Pinheiro                                       |
| Una voce                 |               | Luigi Nardi                                          |

## Inhoud
De oger houdt prinses Fleury gevangen, wier zoon, die vermomd als de kleine Marat de familie Marat infiltreert om haar te redden. Gedurende deze reddingsactie wordt hij verliefd op Mariella, de misbruikte nicht van de oger, en hij besluit haar ook te redden. Hij wordt geholpen door de naamloze timmerman, die het beu is steeds maar martelwerktuigen voor de oger te moeten maken. Het gelukkige einde komt echter tegen een bloedige prijs.